# Flugplatz Texel

i8
i11
i13
Der Flugplatz Texel (auch Texel International Airport; ICAO-Code: EHTX) ist ein Flugplatz im Polder Eierland, etwa 5 km nordöstlich des Dorfes De Koog auf der Insel Texel in der Provinz Noord-Holland.

## Flughafendaten
Der Flugplatz hat zwei Graspisten mit 1115 m Länge und 630 m. Beide haben jeweils eine Breite von 40 m. Die Seehöhe beträgt 1 m. Es können Flugzeuge mit einem Gewicht bis über 6000 kg landen.

## Geschichte
Die offizielle Eröffnung fand am 26. Juni 1937 statt und KLM unterhielt täglich einen regulären Dienst zwischen Schiphol und Texel.
Der Flugplatz wurde bis 2012 Flugplatz ‘De Vlijt’ genannt. Der Name De Vlijt wurde von einem Bauernhof übernommen, der beim Bau des Flugparks abgerissen wurde. Der niederländische Vorkriegsname war Vliegpark Texel.
Im Zweiten Weltkrieg wurde der Flugplatz als Internierungslager benutzt. Erst am 24. Mai 1952 wurde "De Vlijt" erneut als Flugplatz genutzt.
Im Jahr 1969 wurde das Fallschirmspringerzentrum ‚Paracentrum Texel’, eröffnet.
Am  17. Mai 1996 wurde das Luftfahrt- und Kriegsmuseum (Luchtvaart- en Oorlogsmuseum Texel) eröffnet, welches in einem ehemaligen Segelflughangar untergebracht ist.
Alle drei Jahre veranstaltet Texel International Airport eine Flugshow. Das letzte Mal fand diese in 2015 statt.
Auf dem Gelände des Flugplatzes sind verschiedene Firmen untergebracht; worunter ‚Vliegtuigonderhoud Texel’, Flying Focus Luchtfotografie’, ein Segelflugclub.

## Flugbetrieb
Es gibt durchschnittlich ungefähr 26.000 Flugbewegungen pro Jahr und jährlich mehr als 25.000 Fallschirmsprünge werden durchgeführt. Im Jahre 2022 wurden 31.556 Flugbewegungen durchgeführt.

## Zwischenfall
- Am 18. Dezember 1970 fiel in der HFB 320 der General Air mit dem Luftfahrzeugkennzeichen D-CIRO auf einem Überführungsflug von Hamburg nach Köln/Bonn das elektrische System aus. Um in Sichtflugwetterbedingungen zu gelangen, flogen die Piloten in Richtung Nordsee. In Ermangelung eines zwischen den Wolken sichtbaren Flughafens wurde eine Notlandung mit eingefahrenem Fahrwerk auf dem Strand der niederländischen Insel Texel durchgeführt. Beide Piloten überlebten. Die ohnehin beschädigte Maschine wurde bei der Bergung endgültig demoliert.[7]